# Katierina Tichonowa
Katierina (Jekatierina) Władimirowna Tichonowa z domu Putina (ros. Катерина (Екатерина) Владимировна Тихонова (Путина); ur. 31 sierpnia 1986 w Dreźnie) – rosyjska naukowczyni, menedżerka, tancerka akrobatyczna. Druga córka Władimira Putina. Kierowniczka moskiewskiej inicjatywy na rzecz rozwoju „Innopraktika”, zastępczyni dyrektora Instytutu Badań Matematycznych Układów Złożonych na Moskiewskim Uniwersytecie Państwowym.

## Życiorys
Urodziła się w NRD podczas podróży służbowej Władimira Putina. Po przeprowadzce do Leningradu uczęszczała do niemieckiej szkoły Peterschule. Następnie uczyła się w Deutsche Schule w Moskwie. W 2009 roku ukończyła japonistykę na Petersburskim Uniwersytecie Państwowym.
W 2013 roku zajęła piąte miejsce na mistrzostwach świata w tańcu rock and roll. Została kierownikiem Innopraktiki – projektu badawczego Uniwersytetu Moskiewskiego o wartości 1,7 miliarda dolarów. W 2022 roku została współprzewodniczącym rady koordynacyjnej Rosyjskiego Związku Przemysłowców i Przedsiębiorców.

## Sankcje
6 kwietnia 2022 r., z powodu rosyjskiej inwazji na Ukrainę, została objęta sankcjami przez Stany Zjednoczone za to, że jest dorosłym dzieckiem Władimira Putina. 8 kwietnia Wielka Brytania i Unia Europejska również nałożyły na nią sankcje.

## Życie osobiste
W 2013 roku Tichonowa poślubiła biznesmena Kiriłła Szamałowa, współwłaściciela Banku Rosji. Szacuje się, że w tym czasie para posiadała majątek o wartości około 2 miliardów dolarów. Para rozwiodła się w 2018 r..